# Dmitri Sacharowitsch Manuilski

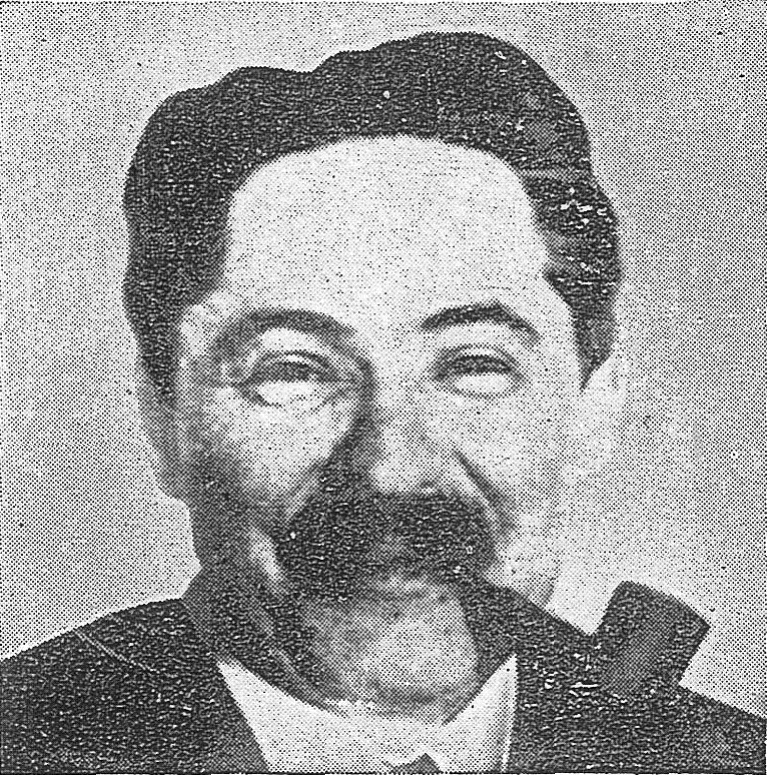
Dmitri Manuilski, Erster Sekretär der Kommunistischen Partei der Ukraine

Dmitri Sacharowitsch Manuilski (russisch Дмитрий Захарович Мануильский; * 21.jul. / 3. Oktober 1883greg. im Dorf Swjatez, Gouvernement Wolhynien, Russisches Kaiserreich; † 22. Februar 1959 in Kiew, Ukrainische SSR) war ein ukrainischer und sowjetischer Politiker. Manuilski leitete als Erster Sekretär die Kommunistische Partei der Ukraine von 1921 bis 1923.
Manuilski wurde 1921 von der KPU in die Komintern entsandt. Seit 1924 war er in der politischen Kommission tätig und bis 1943 Sekretär des EKKI-Präsidiums. Er spielte eine wesentliche Rolle bei der Gründung des "Nationalkomitees Freies Deutschland". 1929 bis 1934 leitete er die Komintern nach dem Sturz von Nikolai I. Bucharin.
1944 bis 1952 war er Außenminister der Ukrainischen SSR. Es folgten seine Arbeit als Delegierter bei den Vereinten Nationen.
Er war Mitglied der Akademie der Wissenschaften der Ukrainischen SSR.
Er wurde auf dem Baikowe-Friedhof bestattet.